# Encopella tenuifolia
Encopella es un género monotípico de plantas perteneciente a la familia Scrophulariaceae.  Su única especie: Encopella tenuifolia, es originaria de Cuba.

## Taxonomía
Encopella tenuifolia fue descrita por (Griseb.) Pennell  y publicado en Memoirs of the Torrey Botanical Club 16: 106. 1920.
Sinonimia
- Encopa tenuifolia Griseb.